# 道成寺 (能)

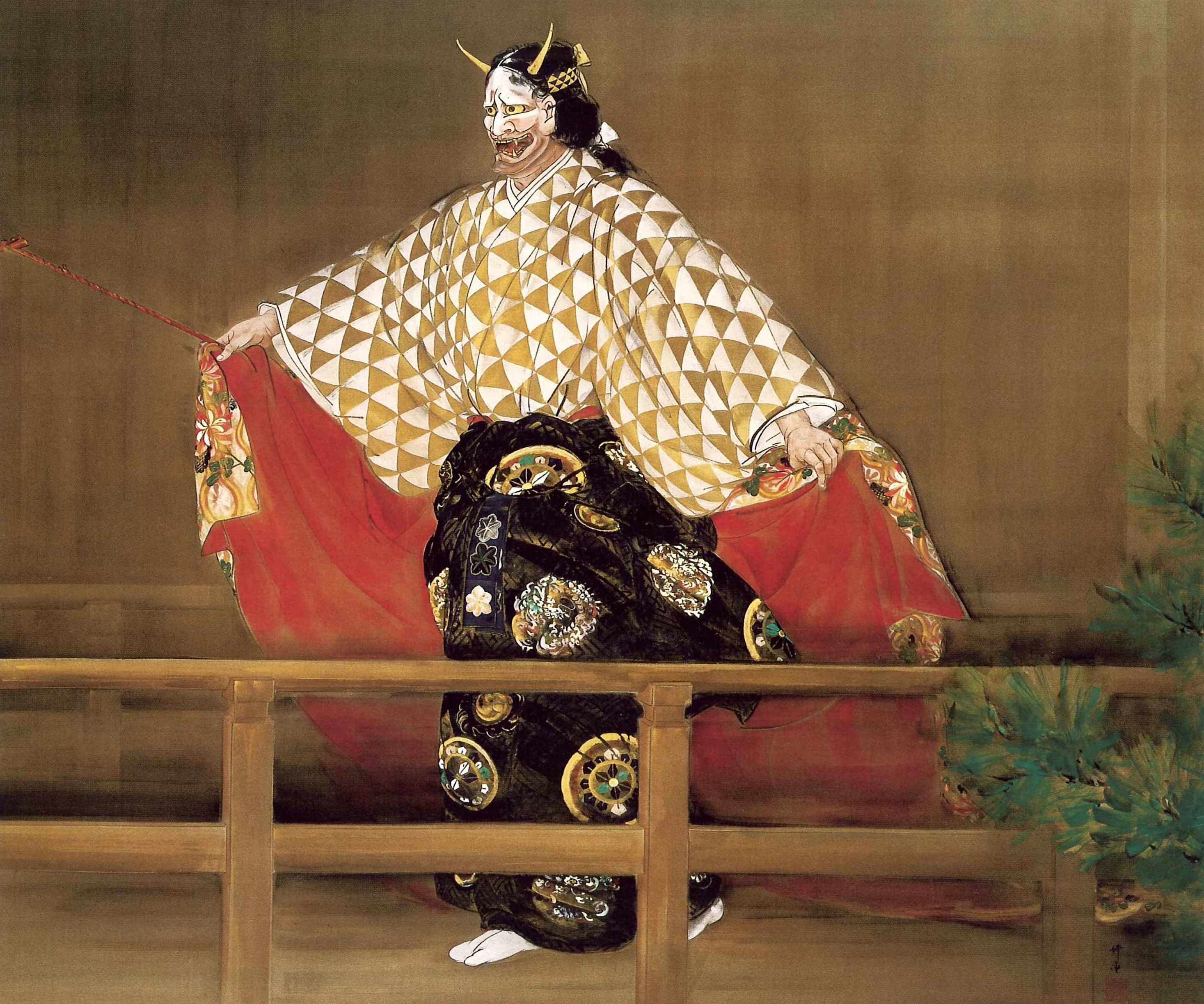
月岡耕漁「道成寺」

『道成寺』 (どうじょうじ) は、紀州道成寺に伝わる、安珍・清姫伝説に取材した能楽作品。観世小次郎信光作といわれる『鐘巻』を切り詰め、乱拍子を中心に再構成したものという。後にこの能の『道成寺』を元にして歌舞伎の『娘道成寺』や浄瑠璃の『道成寺』、琉球組踊の『執心鐘入』などが作られた。

## 内容
- シテ: 白拍子（実は女の怨霊）
- ワキ: 住僧
- ワキツレ：ワキの従僧
- 間狂言：寺男 能力 二人

安珍・清姫伝説の後日譚に従い、白拍子が紀州道成寺の鐘供養の場に訪れる。女人禁制の供養の場であったが、白拍子は舞を舞い歌を歌い、隙をみて梵鐘の中に飛び込む。すると鐘は音を立てて落ち、祈祷によって持ち上がった鐘の中から現れたのは白拍子が蛇体に変化した姿であった。蛇は男に捨てられた怒りに火を吹き暴れるが、僧侶の必死の祈りに堪えず川に飛び込んで消える。
小鼓との神経戦である乱拍子（間をはかりながら小鼓に合わせ一歩ずつ三角に回る。大きな間をとるので、ラジオ放送では放送事故 - 無音時間過長 - になったこともある）から一転急ノ舞になる迫力、シテが鐘の中に飛び込むや鐘後見が鐘を落とすタイミング、鐘の中で単身装束を替え後ジテの姿となる変わり身と興趣が尽きない能である。

## 装束・面・作り物

### 装束
前シテ
長鬘、鬘帯（鱗 鬼を表す）、翼元結、唐織壺折、着付＝摺箔［白地鱗］、腰巻＝縫紋［黒地］、腰帯［鱗］所持品＝鬼扇。前折烏帽子(物着)
後シテ
折壺にした唐織を脱いで腰に巻く。所持品＝打杖
ワキ
位の高い僧侶。金緞角帽子、紫水衣　着付＝白厚板、白大口、白腰帯 所持品＝数珠、扇。
ワキツレ
角帽子、茶水衣　着付＝無地熨斗目、白大口、腰帯　所持品＝数珠、扇。
間狂言
能力頭巾、縷水衣 着付＝無地熨斗目、括袴 脚絆 所持品＝扇。

### 面
前シテ
近江女、白曲見、深井、若女。泥眼は使用しない。前は普通の女のため。
後シテ
般若。小書や流儀によって真蛇になる(より強いことを示す）

### 作り物
鐘。本曲にしか使われず。この中に打杖、鏡、にょうばち、後シテの面などが収納されており、鐘入りしたシテはここで着替える。

## 全文 観世流の場合
名宜 ワキ：『これハ紀州道成寺乃住僧にて候。さても当寺に於いてさる、子細あって。久しく撞鐘退転、仕りて候を。この程再興し鐘を、鋳させて候。今日、吉日にて候程に。鐘乃供養を致さばやと、存じ候。
ワキ：『（、）いかに能力
狂言：『御前にて候
ワキ：『はや鐘をば鐘楼へ、上げてあるか
狂言：『さん候はや鐘楼へ上げて候御覧候へ
ワキ：『今日鐘乃供養を致さう（そう）ずるにてあるぞ。又さる、子細ある間。女人、禁制にてあるぞ。構へて一人も、入れ候な。その分心得候へ
狂言：『畏って候
次第 シテ：『作りし罪も消えぬべし。つくりし罪も消えぬべし。鐘の供養に参らん
サシ シテ：『これハこの国乃傍に住む白拍子にて候。さても道成寺と申す、御寺に。鐘の供養乃御入り候由
道行 シテ：『月ハ程なく入汐の。月ハ程なく入汐の。煙満ち来る小松原。急ぐ心かまだ暮れぬ。日高の寺に着きにけり日高の寺に着きにけり
シテ：『急ぎ候程に。日高乃寺に着きて候。軈て供養を、拝まう（もう）ずるにて候
狂言：『セリフあり
シテ：『これハこの国乃傍に住む、白拍子にて候。鐘の供養にそと舞を、舞ひ候べし。供養を拝ませて、賜はり候へ
狂言：『セリフあり
シテ：『あら嬉しや。涯分舞を、舞い候べし
シテ：『物着 （ここで前折烏帽子を付ける）
シテ：『嬉しやさらば、舞わんとて。あれにまします、宮人乃。烏帽子を暫し、假に著て。
カカル シテ：『既に拍子を進めけり
次第 シテ：『花の外にハ松ばかり。花乃外にハ松ばかり暮れ初めて鐘や響くらん　　
〜〜乱拍子〜〜
ワカ シテ：『道成の卿。うけたまはり。初めて伽藍。たちばなの。道成興行乃寺なればとて。道。
ノル シテ：『成寺とハ名づけたりや
地謡：『山寺のや
〜〜急之舞〜〜
ワカ シテ：『春乃夕暮。来て見れば
ノル 地謡：『入相の鐘に花ぞ散りける。花ぞ散りける花ぞ散りける
シテ：『さる程にさる程に。寺々の鐘
地謡：『月落ち鳥啼いて霜雪天に。満汐程なく日高の寺乃。江村の漁火。愁いに対して人々眠れば好き隙ぞと。立ち舞ふ様にて狙ひ寄りて。撞かんとせしが。思へばこの鐘恨めしやとて。龍頭に手を掛け飛ぶとぞ見えし。引きかづきてぞ失せにける　　中入
狂言：『セリフあり
ワキ：『言語道断。かやうの儀を、存じてこそ。固く女人禁制の由申して候に、曲事にてあるぞ。
狂言：『ワキとの問答あり
ワキ：『なうなう皆々かう（こう）、渡り候へ。この鐘に就いて女人禁制と申しつる謂はれの候を、御存じ候か
ワキツレ：『いや何とも、存ぜず候
ワキ：『さらばその謂はれを語って、聞かせ申し候べし
ワキツレ：『懇に、御物語候へ
語 ワキ：『昔、この所に。真砂の荘司と、云ふ者あり。かの一人の息女をもつ。又その頃、奥より熊野へ年詣でする、山伏乃ありしが。荘司が許を、宿坊と定め。いつも、かの所に来りぬ。荘司娘を、寵愛の餘りに。あの、客僧こそ。汝がつまよ 夫よなんどと、戯れしを幼心に眞と思ひ、年月を送る。また幾時か客僧荘司が許に、来りしに。かの女夜更け、人静まって後え。客僧の、閨に行。何時までわらはをばかくて、置き給ふぞ。急ぎ迎え給へと、申ししかば。客僧大きに騒ぎ。（、）ざあらぬ由にもてなし。夜に紛れ忍び出で、この寺に来り。ひらに頼む由、申ししかば。隠すべき、所なければ。撞鐘を下しその内にこの客僧を隠し置く。さてかの女ハ、山伏を。逃すまじとて、追っかくる。折節日高川乃水以っての外に、増りしかば。川の上下を彼方此方へ、走り廻りしが。一念の、毒蛇となって。川を易々と泳ぎ越し、この寺に来り。此処　彼処を、尋ねしが。鐘の下りたるを怪しめ。龍頭を銜へ七まとひ纏ひ。焔を出し、尾を以って叩けば。鐘は即ち、湯となって。終に山伏を、取り畢んぬ。なんぼう恐ろしき、物語にて候ぞ
ワキツレ：『言語道断。かかる恐ろしき、御物語こそ候はね
ワキ：『その時の女乃執心残って。又この鐘に障礙をなすと、存じ候。我人の、行劫も。かやうの為にてこそ候へ。涯分祈って。この鐘を二度鐘楼へ上げう（ぎょう）ずるにて候
ワキツレ：『尤も、然るべう（びょう）候
カカル ワキ：『水かへって日高川原の。真砂の数ハ盡くるとも。行者の法力盡くべきかと
ワキツレ：『皆一同に聲を上げ
ワキ：『東方に降三世明王
ワキツレ：『南方に軍荼利夜叉明王
ワキ：『西方に大威徳明王
ワキツレ：『北方に金剛夜叉明王
ワキ：『中央に大日大聖　不動
ワキ ワキツレ：『動くか動かぬか索乃。(曩)莫三曼多縛曰羅赦。戰拏摩訶路灑拏。娑破吨也吽怛羅吨悍(牟含)聴我説者得大智慧。知我心者即身成彿と。
ワキ：『何の恨みか有明の。撞鐘こそ
地謡：『すはすは動くぞ祈れただ。すはすは動くぞ祈れただ。引けや手ん手に千手の陀羅尼。不動乃慈救の偈。明王乃火焔の。黒煙を立ててぞ祈りける。祈り祈られ撞かねどこの鐘響き出で。引かねどこの鐘躍るとぞ見えし。程なく鐘楼に引き上げたり。あれ見よ蛇体ハ。現れたり 「祈」
キリ 地謡：『謹請東方青龍清浄謹請西方白帝白龍謹請中央黄帝黄龍一大三千大子世界の恒沙乃龍王哀愍納受。哀愍じきんの砌なれば。何処に大蛇のあるべきぞと。祈り祈られかっばと転ぶが又起き上って忽ちに。鐘に向って吐く息ハ。猛火となってその身を焼く。日高乃川波深渕に飛んでぞ入りにける。望み足りぬと験者達はハ和が本坊にぞ帰りける　我が本坊にぞ帰りける
不適切な仮名遣いや送り仮名等があるが、謡本の通りに記した。